# Fistulatus rectilineus
Fistulatus rectilineus är en insektsart som beskrevs av Su-qin Shang och Zhang. Fistulatus rectilineus ingår i släktet Fistulatus och familjen dvärgstritar. Inga underarter finns listade i Catalogue of Life.